# Sarandi (Río Grande del Sur)
Sarandi es un municipio brasileño del estado de Rio Grande do Sul.
Se encuentra ubicado a una latitud de 27º56'38" Sur y una longitud de 52º55'23" Oeste, estando a una altitud de 503 metros sobre el nivel del mar. Su población estimada para el año 2004 era de 19.273 habitantes.
Ocupa una superficie de 342,86 km².
- Datos: Q430538
- Multimedia: Sarandi (Rio Grande do Sul) / Q430538